# Pixeline Skolehjælp: Trafiksikker – Pixelines skolevej
Pixeline Skolehjælp: Trafiksikker – Pixelines skolevej er det ottene spil i Pixeline Skolehjælp serien. Spillet er fra 2006 og er udgivet af Krea Media. 
Spillet starter med at Pixeline skal være skolepatrulje, men før hun kan blive det skal der første gennemføres nogle minispil, hvor man blandt anden skal hjælpe Bette ræve over vejen i et fodgængerfelt, vælge den rigtig færdselstavle ud af tre mulig og svare på spørgsmål om færdselsloven.
Til sidst skal man så skynde sig hen til skolen inden det ringer ind, dette gøres ved at pixeline skal undgå hundelorte, fugleklatter og ikke falde kloakken. Klare Pixeline det bliver hun skolepatrujle, og må hjælpe skolebørn sikkert over vejen.